# Ilex clarkei
Ilex clarkei är en järneksväxtart som beskrevs av Ludwig Eduard Loesener. Ilex clarkei ingår i släktet järnekar, och familjen järneksväxter. Inga underarter finns listade i Catalogue of Life.